# Karen Cliche

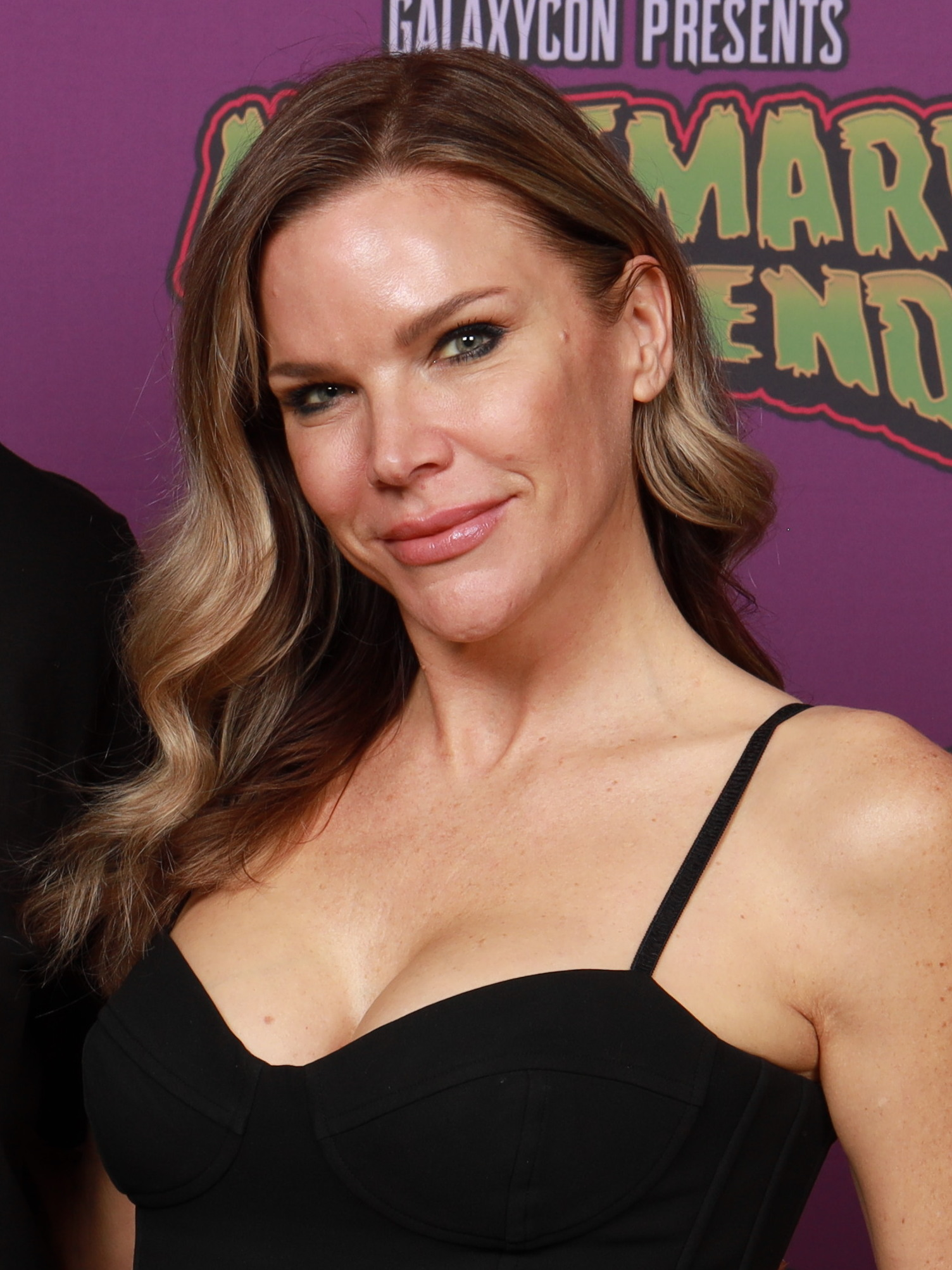
Karen Cliche, 2025

Karen Cliche (* 22. Juli 1976 in Sept-Îles, Québec) ist eine kanadische Schauspielerin.

## Leben und Leistungen
Cliche, Tochter eines Soldaten, lebte als Kind in verschiedenen Orten. Sie wuchs bei ihrer Mutter in Montreal auf. Zeitweise arbeitete sie als Model; ihr Psychologiestudium an der Concordia University brach sie nach einiger Zeit ab.
Die Schauspielerin debütierte an der Seite von Adam Baldwin im kanadisch-australischen Fernsehthriller Dr. Jekyll and Mr. Hyde aus dem Jahr 1999. Im Thriller Wrong Number (2001) war sie neben Eric Roberts zu sehen, im Thriller Dorian – Pakt mit dem Teufel (2001) spielte sie eine größere Rolle an der Seite von Malcolm McDowell. Im Actionfilm Riders (2002) verkörperte sie neben Stephen Dorff ein Mitglied der Gruppe der Extremsportler, die Banküberfälle durchführt. Später trat sie in einigen Fernsehserien wie Adventure Inc. – Jäger der vergessenen Schätze (2002 bis 2003) und Mutant X (2003 bis 2004) auf – die zweite dieser Serien wurde unter anderen 2003 als Beste Serie für das Kabelfernsehen für den Saturn Award nominiert. Für die Auftritte in der Fernsehserie The Business im Jahr 2006 wurde Cliche 2007 gemeinsam mit einigen anderen Beteiligten für den Gemini Award nominiert.
Cliche ist seit dem 24. September 2005 mit Brian Mellersh verheiratet. Ihre Tochter kam am 6. Januar 2010 zur Welt.

## Filmografie (Auswahl)
- 1999: Fast Money – Zwei Typen fürs Grobe (The Collectors, Fernsehfilm)
- 2000: Allein gegen den Tod (Race Against Time, Fernsehfilm)
- 2000: Prophecy of the Tiger – Die Rache des Tigers (Dr. Jekyll & Mr. Hyde, Fernsehfilm)
- 2001: Wrong Number
- 2001: Dorian – Pakt mit dem Teufel (Dorian)
- 2001–2002: Vampire High (Fernsehserie, 26 Folgen)
- 2002: Riders
- 2002: Galidor – Defenders of the Outer Dimension (Fernsehserie, 7 Folgen)
- 2002: Undressed – Wer mit wem? (Undressed, Fernsehserie, 12 Folgen)
- 2002–2003: Adventure Inc. – Jäger der vergessenen Schätze (Adventure Inc., Fernsehserie, 22 Folgen)
- 2003–2004: Mutant X (Fernsehserie, 22 Folgen)
- 2004: I Do (But I Don’t) (Fernsehfilm)
- 2005: Young Blades (Fernsehserie, 13 Folgen)
- 2006: Lotto 6/66 (Kurzfilm)
- 2006: The Business (Fernsehserie, 6 Folgen)
- 2007: Moment (Kurzfilm)
- 2007–2008: Flash Gordon (Fernsehserie, 21 Folgen)
- 2014: Republic of Doyle – Einsatz für zwei (Republic of Doyle, Fernsehserie, Folge 6x01)
- 2017: Killer Mom (Fernsehfilm)
- 2018: Mommy’s Little Angel (Fernsehfilm)
- 2018: The Black Widow Killer (Fernsehfilm)
- 2019: Turkey Drop (Fernsehfilm)
- 2021: Galentine’s Day Nightmare (Fernsehfilm)
- 2023: Deadly Estate (Fernsehfilm)
- 2023: Abducted on Prom Night (Fernsehfilm)
- 2023: Thanksgiving
- 2025: Racewalkers
- 2025: Vicious